# Josephine Ortleb

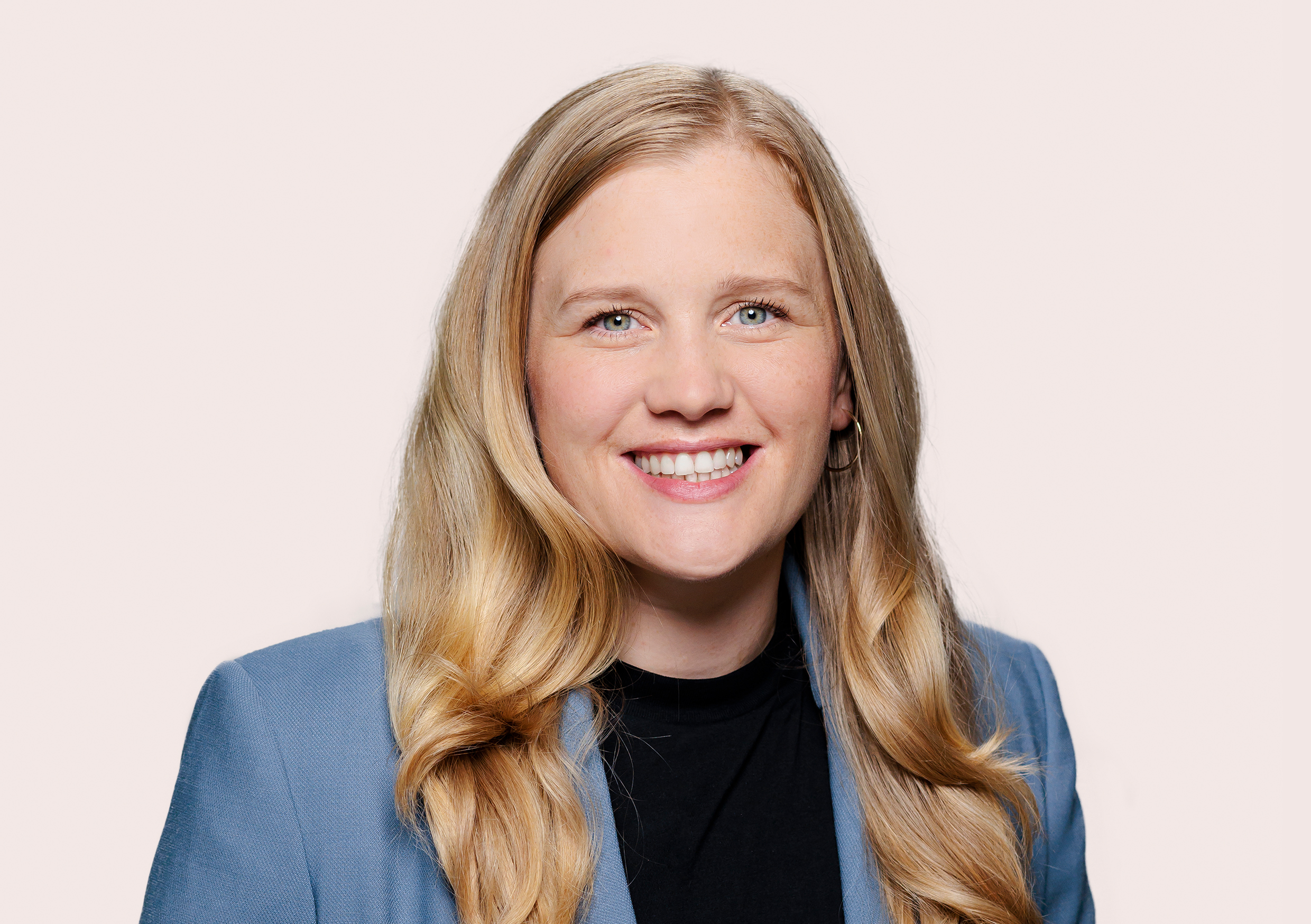
Josephine Ortleb (2021)

Josephine Loulou Ortleb (* 25. November 1986 in Saarbrücken) ist eine deutsche Politikerin (SPD). Als direkt gewählte Wahlkreisabgeordnete des Wahlkreises Saarbrücken ist sie seit 2017 Mitglied des Deutschen Bundestages und seit 2025 dessen Vizepräsidentin. Zuvor war sie ab 2020 Parlamentarische Geschäftsführerin der SPD-Bundestagsfraktion.

## Leben und Beruf
Josephine Ortleb wuchs in Alt-Saarbrücken auf. Von August 1997 bis Juli 2004  besuchte sie das Gymnasium am Schloss und von August 2004 bis Juni 2007 das Wirtschaftswissenschaftliche Gymnasium in Saarbrücken. Nach dem Abitur studierte sie von Oktober 2008 bis Februar 2009 Sozialwissenschaften an der Universität zu Köln und von Oktober 2009 bis September 2010 Politikmanagement an der Hochschule Bremen. Im August 2012 schloss sie die Höhere Berufsfachschule für das Hotel-, Gastronomie- und Fremdenverkehrsgewerbe in Saarbrücken ab. Im Januar 2014 bestand sie ihre Prüfung zur Restaurantfachfrau. Im Juni des Jahres folgten die Prüfungen zur staatlich geprüften Gastronomin und zur Fachwirtin im Gastgewerbe. Seit dem Jahr 2021 ist sie Mutter eines Sohnes.

## Politik
Im Jahr 2007 trat Ortleb der SPD bei. Zwischenzeitlich Landesgeschäftsführerin der Jusos Saar, wurde sie bei den Kommunalwahlen im Mai 2014 für den SPD-Ortsverein St. Johann, dessen stellvertretende Vorsitzende sie war, in den Saarbrücker Stadtrat gewählt.
Im November 2016 wurde sie im Wahlkreis 296 (Saarbrücken) als Direktkandidatin für die Bundestagswahl 2017 nominiert; zudem kandidierte sie auf dem zweiten Platz der saarländischen Landesliste. Bei der Bundestagswahl am 24. September 2017 erhielt Ortleb 32,1 % der Erststimmen im Wahlkreis 296 und setzte sich damit gegen den CDU-Kandidaten Bernd Wegner (31,4 %) durch.
Im 19. Deutschen Bundestag war Ortleb ordentliches Mitglied im Ausschuss für Familie, Senioren, Frauen und Jugend, sowie im Ausschuss für Menschenrechte und humanitäre Hilfe., Als stellvertretendes Mitglied wirkte sie im Ausschuss für Tourismus in der Projektgruppe 3 der Enquete Berufliche Bildung und in der Enquete-Kommission Berufliche Bildung. Seit 16. Dezember 2020 ist sie außerdem in der Nachfolge Dagmar Zieglers Parlamentarische Geschäftsführerin der SPD-Fraktion.
Bei der Bundestagswahl 2021 trat Ortleb im Wahlkreis Saarbrücken unter anderem gegen die damalige Bundesverteidigungsministerin Annegret Kramp-Karrenbauer an. Am 16. September gab Ortleb bekannt, ihren Wahlkampf vorzeitig einzustellen. Als Grund hierfür nannte sie die Frühgeburt ihres Sohnes. Bei der Wahl kam Ortleb laut amtlichem Endergebnis auf 36,9 % der Erststimmen und gewann damit ihren Wahlkreis mit deutlichem Abstand vor Kramp-Karrenbauer (25,1 %).
Im Sommer 2023 bewarb sich Ortleb um die Kandidatur für das Amt des Regionalverbandsdirektors im Regionalverband Saarbrücken. Dabei verlor sie in der SPD die Wahl gegen ihre Kontrahentin Carolin Lehberger und wurde nicht weiter unterstützt. Daraufhin trat sie nicht zur Wahl 2024 im Regionalverband Saarbrücken an.
Bei der vorgezogenen Bundestagswahl 2025 gewann Ortleb erneut ihren Wahlkreis mit 32,4 % der Stimmen. Im Vorfeld der konstituierenden Sitzung des 21. Deutschen Bundestages wurde sie von ihrer Fraktion als Stellvertreterin der Bundestagspräsidentin nominiert. Ortleb wurde in der Sitzung am 25. März 2025 gewählt.

## Politische Positionen

### Gleichberechtigung
Ortleb sieht einen wichtigen Teil ihrer politischen Arbeit im Kampf um die Gleichstellung der Frau. Dazu gehört die gleichberechtigte Teilhabe am Erwerbsleben, wie auch der Schutz vor Gewalt und das Recht auf sexuelle Selbstbestimmung. Von 2013 bis 2018 war sie Vorsitzende der Arbeitsgemeinschaft Sozialdemokratischer Frauen (ASF) in Saarbrücken, seit Januar 2018 schließlich Landesvorsitzende. Darüber hinaus engagiert Ortleb sich als Mitglied bei Aldona e. V. und Pro Familia e. V. Als Themenschwerpunkte erklärt sie die Repräsentanz von Frauen, den Kampf gegen Sexismus und überkommene Rollenbilder sowie die Position von Frauen auf dem Arbeitsmarkt.

### Arbeitnehmerrechte
Wichtige Forderungen in Fragen der Arbeitnehmerrechte sieht Ortleb in der Abkehr von sachgrundlosen Befristungen und Minijobs als billige Alternative zur Vollarbeitszeit. Dazu gehören auch die Option von Teilzeitbeschäftigungen während Erziehungspausen oder der Pflege von Angehörigen sowie ein uneingeschränktes Rückkehrrecht zur Vollzeitbeschäftigung nach Betreuungspausen.

### Thesenpapiere zu Erneuerungsprozessen in der Sozialdemokratie
Ortleb ist eines von zwölf jungen SPD-Mitgliedern, die 2017 erstmals in den Deutschen Bundestag gewählt wurden und in vier Thesenpapieren Anregungen zu parteiinternen Neuausrichtungen veröffentlichten. Dazu gehört neben der Anhebung des Mindestlohns auf 12 Euro pro Stunde die Einführung eines „Chancenkontos“ in Höhe von 20.000 Euro pro Arbeitnehmer und die Abkehr vom „Dogma der Schwarzen Null“.

## Mitgliedschaften
Ortleb ist Mitglied der Gewerkschaft Nahrung-Genuss-Gaststätten, der Arbeiterwohlfahrt und Landesvorsitzende von Pro Familia. Im Jahr 2015 erhielt sie für ihr kommunalpolitisches Engagement den Helene-Weber-Preis.